# Johannes Bartholomæus Bluhme

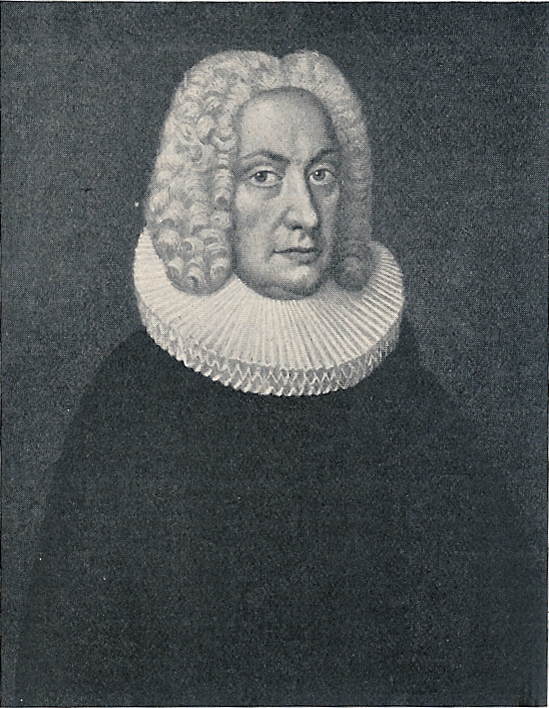
Johannes Bartholomæus Bluhme.

Johannes Bartholomæus Bluhme, född den 1 november 1681 i Tönder, död den 26 oktober 1753, var en tysk botpredikant hos de danska kungarna Fredrik IV och Kristian VI, farfars far till Kristian Albrecht Bluhme.
Bluhme var mycket inflytelserik hos sistnämnde regent, vars stränga åtgärder till främjande av pietistisk religiositet  väsentlig mån kan tillskrivas Bluhme. Bland de kyrkliga institutioner, som infördes på hans råd, är den 1736 införda konfirmationen.